# Tischtennis-Bundesliga 1970/71
Die Bundesliga 1970/71 der Männer war die 5. Spielzeit der höchsten deutschen Spielklasse im Tischtennis. Meister wurde Borussia Düsseldorf.
Die Frauen traten erst ab der Saison 1975/76 in einer eingleisigen Bundesliga an.

## Saison
Es nahmen zehn Mannschaften teil, neu waren der Meidericher TTC und SV Weißblau-Allianz München, die für den SV Moltkeplatz Essen und den SSV Reutlingen aufstiegen. Meister wurde Borussia Düsseldorf, erneut mit 18 Siegen aus 18 Spielen. Der SV Weißblau-Allianz München und DJK TuSA 06 Düsseldorf stiegen ab und wurden durch den Hertha BSC und den TTC Mörfelden ersetzt.

### Abschlusstabelle
| Pl. | Mannschaft                      | Bgn. | Spiele  | +/-  | Punkte |
| --- | ------------------------------- | ---- | ------- | ---- | ------ |
| 1   | Borussia Düsseldorf (M, P)      | 18   | 162:37  | +125 | 36:0   |
| 2   | Meidericher TTC (N)             | 18   | 139:96  | +43  | 27:9   |
| 3   | Eintracht Frankfurt             | 18   | 137:112 | +25  | 21:15  |
| 4   | Mettmanner TV                   | 18   | 131:117 | +14  | 21:15  |
| 5   | TTV Metelen                     | 18   | 128:118 | +10  | 19:17  |
| 6   | VfL Osnabrück                   | 18   | 121:127 | −6   | 17:19  |
| 7   | TGS Rödelheim                   | 18   | 112:136 | −24  | 13:23  |
| 8   | Post SV Augsburg                | 18   | 88:141  | −53  | 13:23  |
| 9   | SV Weißblau-Allianz München (N) | 18   | 99:129  | −30  | 12:24  |
| 10  | DJK TuSA 06 Düsseldorf          | 18   | 57:161  | −104 | 1:35   |

| Zum Saisonende 1970/71: |                                                                        |
|                         | Meister: Borussia Düsseldorf                                           |
|                         | Abstieg: SV Weißblau-Allianz München, DJK TuSA 06 Düsseldorf           |
| Zum Saisonende 1969/70: |                                                                        |
| (M)                     | Meister der Vorsaison: Borussia Düsseldorf                             |
| (P)                     | Pokalsieger der Vorsaison: Borussia Düsseldorf                         |
| (N)                     | Aufsteiger der Vorsaison: Meidericher TTC, SV Weißblau-Allianz München |

## Trivia
- Die Meistermannschaft Borussia Düsseldorf: Eberhard Schöler, Wilfried Lieck, Peter Hübner, Wilfried Micke, Manfred Baum, Horst Graef
- Erfolgreichster Spieler war Klaus Schmittinger mit einer Bilanz von 30:5.
- Mit 10.220 Zuschauern war erneut ein Rückgang gegenüber der Vorsaison zu verzeichnen, der bisher schwächste Besuch seit Gründung der Bundesliga.